# 최호적아문
《최호적아문》(중국어 간체자: 最好的我们, 정체자: 最好的我們, 병음: Zuì hǎo de wǒ men 쭈이하오더워먼[*], 영어: With you 위드 유[*])은 중국의 웹 드라마. 중화TV에서 《최호적아문 - 가장 좋았던 우리》의 제목으로 방송된다.

## 소개
- 명문 전화고등학교에 진학하게 된 17세의 평범한 학생 겅겅과 친구들이 우여곡절을 겪으며 성장하는 이야기를 그린 드라마

## 등장 인물
- 류하오란 - 위화이(余淮) 역
- 담송운 - 겅겅(耿耿) 역
- 왕역흠 (王栎鑫) - 루싱허(路星河) 역
- 둥칭 (董晴) - 장녠녠(蒋年年) 역
- 천멍시 (陈梦希) - 젠단(简单) 역
- 리자청 (李家成) - 한쉬 (韩叙) 역
- 팡원창 (方文强) - 장핑 (张平) 역
- 쑨자위 - 진설군 역